# USS Sea Fox (SS-402)
USS Sea Fox (SS-402) là một  tàu ngầm lớp Balao được Hải quân Hoa Kỳ chế tạo trong Chiến tranh Thế giới thứ hai. Nó là chiếc tàu chiến duy nhất của Hải quân Hoa Kỳ được đặt cái tên này, theo tên một loài trong họ Cá nhám đuôi dài. Nó đã phục vụ trong Thế Chiến II và thực hiện được bốn chuyến tuần tra khi xung đột chấm dứt. Nó được nâng cấp trong khuôn khổ Dự án GUPPY IIA để tiếp tục phục vụ trong các cuộc Chiến tranh Lạnh, Chiến tranh Triều Tiên và Chiến tranh Việt Nam. Con tàu được chuyển cho Thổ Nhĩ Kỳ năm 1970 để tiếp tục hoạt động như là chiếc TCG Burakreis (S335) cho đến năm 1996; con tàu sau cùng bị tháo dỡ để làm nguồn phụ tùng. Sea Fox được tặng thưởng bốn Ngôi sao Chiến trận do thành tích phục vụ trong Thế Chiến II, và thêm bốn Ngôi sao Chiến trận khác khi hoạt động tại Việt Nam.

## Thiết kế và chế tạo
Thiết kế của lớp Balao được cải tiến dựa trên  tàu ngầm lớp Gato dẫn trước, là một kiểu tàu ngầm hạm đội có tốc độ trên mặt nước cao, tầm hoạt động xa và vũ khí mạnh để tháp tùng hạm đội chiến trận. Khác biệt chính so với lớp Gato là ở cấu trúc lườn chịu áp lực bên trong dày hơn, và sử dụng thép có độ đàn hồi cao (HTS: High-Tensile Steel), cho phép lặn sâu hơn đến 400 ft (120 m). Con tàu dài 311 ft 9 in (95,02 m) và có trọng lượng choán nước 1.526 tấn Anh (1.550 t) khi nổi và 2.424 tấn Anh (2.463 t) khi lặn. Chúng trang bị động cơ diesel dẫn động máy phát điện để cung cấp điện năng cho bốn động cơ điện, đạt được công suất 5.400 shp (4.000 kW) khi nổi và 2.740 shp (2.040 kW) khi lặn, cho phép đạt tốc độ tối đa 20,25 hải lý trên giờ (37,50 km/h) và 8,75 hải lý trên giờ (16,21 km/h) tương ứng. Tầm xa hoạt động là 11.000 hải lý (20.000 km) khi đi trên mặt nước ở tốc độ 10 hải lý trên giờ (19 km/h) và có thể hoạt động kéo dài đến 75 ngày.
Tương tự như lớp Gato dẫn trước, lớp Balao được trang bị mười ống phóng ngư lôi 21 in (530 mm), gồm sáu ống trước mũi và bốn ống phía phía đuôi tàu, chúng mang theo tối đa 24 quả ngư lôi. Vũ khí trên boong tàu gồm một hải pháo 4 inch/50 caliber, một khẩu pháo phòng không Bofors 40 mm nòng đơn và một khẩu đội Oerlikon 20 mm nòng đôi, kèm theo hai súng máy .50 caliber. Trên tháp chỉ huy, ngoài hai kính tiềm vọng, nó còn trang bị ăn-ten radar SD phòng không và SJ dò tìm mặt biển. Tiện nghi cho thủy thủ đoàn bao gồm điều hòa không khí, thực phẩm trữ lạnh, máy lọc nước, máy giặt và giường ngủ cho hầu hết mọi người, giúp họ chịu đựng cái nóng nhiệt đới tại Thái Bình Dương cùng những chuyến tuần tra kéo dài đến hai tháng rưỡi.

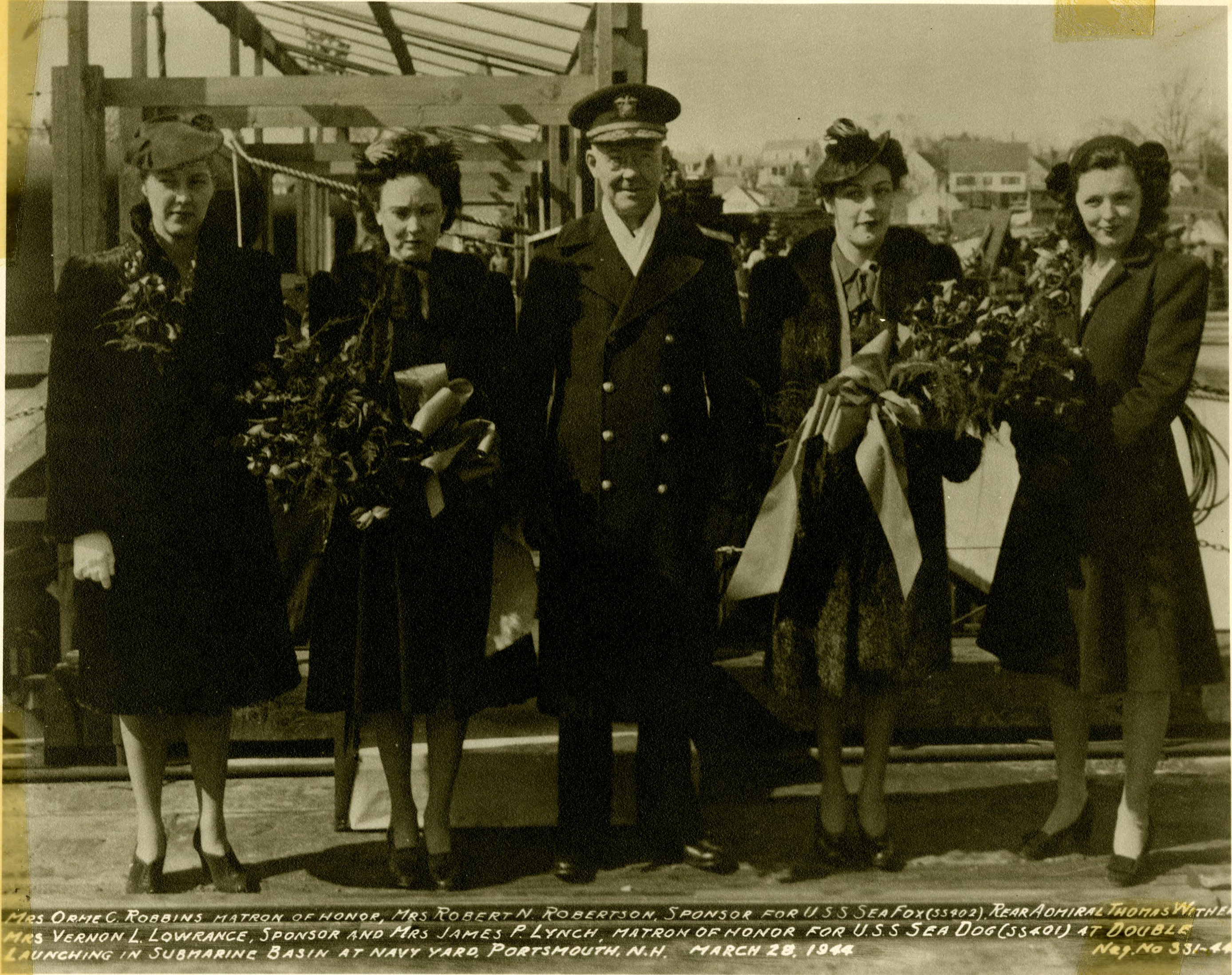
Lễ hạ thủy USS Sea Fox tại Xưởng hải quân Portsmouth, ngày 28 tháng 3 năm 1944. Bà Robert N. Robertson, người đỡ đầu con tàu, đứng thứ hai từ bên trái.

Sea Fox được đặt lườn tại Xưởng hải quân Portsmouth ở Kittery, Maine vào ngày 2 tháng 11, 1943. Nó được hạ thủy vào ngày 28 tháng 3, 1944, cùng lúc với tàu ngầm chị em Sea Dog, và được đỡ đầu bởi bà Robert N. Robertson. Nó được cho nhập biên chế cùng Hải quân Hoa Kỳ vào ngày 13 tháng 6, 1944 dưới quyền chỉ huy của Hạm trưởng, Thiếu tá Hải quân Roy Craig Klinker.

## Lịch sử hoạt động

### 1944
Sau khi hoàn tất việc chạy thử máy huấn luyện ngoài khơi vùng biển New England, Sea Fox khởi hành từ Căn cứ Tàu ngầm Hải quân New London để đi sang khu vực Thái Bình Dương ngang qua kênh đào Panama, và đi đến Trân Châu Cảng vào ngày 11 tháng 9. Gia nhập Đội tàu ngầm 282, nó tiếp tục được huấn luyện và chuẩn bị tại vùng biển Hawaii.

#### Chuyến tuần tra thứ nhất
Lên đường vào ngày 4 tháng 10 cho chuyến tuần tra đầu tiên trong chiến tranh, Sea Fox đi đến khu vực tuần tra tại các quần đảo Bonin và quần đảo Volcano vào ngày 16 tháng 10. Nó làm nhiệm vụ tìm kiếm và giải cứu hỗ trợ cho hoạt động không kích của máy bay ném bom B-24 Liberator Không lực  xuống Iwo Jima. Vào ngày 26 tháng 10, nó tấn công và gây hư hại cho một tàu buôn, rồi chuyển sang tuần tra tại khu vực quần đảo Ryūkyū. Đến ngày 8 tháng 11, với bốn đợt tấn công và 11 quả ngư lôi, trong đó nhiều quả chạy loạn xạ, nó phá hủy một tàu chở hàng nhỏ. Nó rời khu vực tuần tra vào ngày 15 tháng 11 và về đến căn cứ Majuro tại quần đảo Marshall vào ngày 24 tháng 11 để được tái trang bị. 

### 1945

#### Chuyến tuần tra thứ hai
Trong chuyến tuần tra thứ hai từ ngày 20 tháng 12, 1944 đến ngày 5 tháng 2, 1945, Sea Fox quay lại khu vực quần đảo Ryūkyū cùng Đội đặc nhiệm 17.19, một đội tấn công phối hợp ("Bầy sói") vốn bao gồm các tàu ngầm Blueback (SS-326) và Puffer (SS-268). Trên đường đi đến Saipan để tiếp thêm nhiên liệu, nó đã cứu vớt đội bay của một chiếc B-24 Liberator bị bắn rơi. Nó rời khu vực quần đảo Mariana vào ngày 28 tháng 12 và đi đến khu vực tuần tra vào ngày 1 tháng 1, 1945. Đến ngày 10 tháng 1, nó phát hiện mục tiêu là một đoàn tàu vận tải, nhưng hai đợt tấn công không mang lại kết quả. Tàu ngầm đồng đội Puffer, dựa vào báo cáo mục tiêu của Sea Fox, đã tiếp tục tấn công và đánh chìm được Tàu phòng vệ duyên hải số 42.

#### Chuyến tuần tra thứ ba
Trong chuyến tuần tra thứ ba từ ngày 8 tháng 3 đến ngày 6 tháng 5, Sea Fox hoạt động trong khu vực biển Đông và phía Nam Đài Loan. Nó đã sáu lần phát hiện mục tiêu, nhưng chỉ có thể tấn công một đoàn tàu vận tải bao gồm ba tàu buôn và bốn tàu hộ tống, và gây hư hại cho một tàu chở hàng vào sáng ngày 1 tháng 4. Cùng ngày hôm đó, tàu ngầm Queenfish (SS-393) đã vô tình đánh chìm tàu chở hành khách Awa Maru, vốn đang vận chuyển hàng tiếp liệu Chữ thập đỏ cho các trại tù binh Đồng Minh. Đến ngày 2 tháng 4, Sea Fox cùng các tàu ngầm khác được lệnh đi đến hiện trường để cứu vớt người sống sót. Nó không tìm thấy người nào nhưng đã thu thập những hiện vật trôi nổi trên biển để làm chứng cứ cho việc điều tra sự kiện trên. Nó rời khu vực tuần tra Đài Loan trong đêm 16-17 tháng 4, đi với tốc độ chậm do trục trặc cánh lái mũi, về đến khu vực Mariana vào ngày 26 tháng 4 và đến Trân Châu Cảng vào ngày 6 tháng 5.

#### Chuyến tuần tra thứ tư
Sau khi được sửa chữa và tiếp liệu kéo dài mất một tháng, Sea Fox lên đường vào ngày 7 tháng 6 cho chuyến tuần tra cuối cùng trong chiến tranh. Thuần túy làm nhiệm vụ tìm kiếm và cứu giúp hỗ trợ các phi vụ ném bom, nó đã cứu vớt chín phi công tại khu vực đảo Marcus và thêm một người nữa tại quần đảo Nanpō trước khi kết thúc chuyến tuần tra tại căn cứ Midway vào ngày 29 tháng 7. Chiếc tàu ngầm vừa hoàn tất việc tái trang bị khi Nhật Bản chấp nhận đầu hàng vào ngày 15 tháng 8, giúp chấm dứt vĩnh viễn cuộc xung đột.

### 1945 – 1970
Quay trở về Trân Châu Cảng trong hai tuần, Sea Fox lên đường để phục vụ cùng Hải đội Tàu ngầm 5 đặt căn cứ tại vịnh Subic, Philippines. Nó lên đường vào ngày 12 tháng 1, 1946 để quay trở về Hoa Kỳ, về đến San Francisco, California vào ngày 2 tháng 2. Sau khi được đại tu cho đến giữa tháng 5, nó đi đến Trân Châu Cảng để gia nhập Đội tàu ngầm 52 để hoạt động thường lệ tại khu vực Hawaii. Cho đến hết 1940 con tàu đã ba lần được phái đi phục vụ tại Viễn Đông vào các năm 1946, 1948 và 1949. Con tàu được điều sang Đội tàu ngầm 13 cho đến tháng 1, 1950 khi nó được điều sang Đội tàu ngầm 12.
Sau khi cuộc Chiến tranh Triều Tiên nổ ra vào tháng 6, 1950, Sea Fox gia tăng tần suất huấn luyện ngư lôi, rải mìn, tác xạ và chống tàu ngầm. Khởi hành vào ngày 2 tháng 9, 1951 cho lượt phục vụ tại khu vực Tây Thái Bình Dương, nó hỗ trợ cho hoạt động tác chiến của lực lượng Liên Hiệp Quốc tại bán đảo Triều Tiên khi tham gia huấn luyện chống tàu ngầm và tuần tra trong biển Nhật Bản. Quay trở về Trân Châu Cảng vào tháng 3, 1952, nó tiếp nối hoạt động thường lệ tại khu vực Hawaii cho đến ngày 15 tháng 10, khi con tàu xuất biên chế tại Xưởng hải quân Mare Island để được hiện đại hóa trong khuôn khổ Chương trình Công suất đẩy dưới nước lớn hơn (GUPPY IIA), giúp cải thiện đáng kể tốc độ lặn dưới nước và tầm xa hoạt động.
Hoàn tất việc nâng cấp, Sea Fox tái biên chế trở lại vào ngày 5 tháng 6, 1953 và quay trở lại Trân Châu Cảng vào ngày 1 tháng 8, được điều về Đội tàu ngầm 71. Nó được thuyên chuyển sang Đội tàu ngầm 33 đặt căn cứ tại San Diego từ ngày 1 tháng 7, 1955, đảm trách vai trò soái hạm của đơn vị này và tiếp tục hoạt động thường lệ tại vùng biển Nam California. Trong năm 1965, nó có lượt phục vụ kéo dài sáu tháng cùng Đệ Thất hạm đội tại khu vực Tây Thái Bình Dương, rồi từ đó cho đến năm 1969, nó luân phiên những hoạt động thường lệ từ căn cứ San Diego với những lượt phục vụ cùng Đệ Thất hạm đội tại khu vực Tây Thái Bình Dương. Từ năm 1964 các hoạt động tại Viễn Đông bao gồm việc hỗ trợ các hoạt động của lực lượng Đồng Minh tại Nam Việt Nam.
Vào tháng 11, 1970, Sea Fox được cho là không còn phù hợp để tiếp tục phục vụ. Nó được cho xuất biên chế đồng thời rút tên khỏi danh sách Đăng bạ Hải quân vào ngày 14 tháng 12, 1970.

### TCGBurakreis(S 335)
Sea Fox được bán cho Thổ Nhĩ Kỳ tại Xưởng hải quân San Francisco vào ngày 14 tháng 12, 1970, và được đổi tên thành TCG Burakreis (S 335), đặt theo tên Đô đốc Ottoman Burak Reis (?-1499). Sau khi thực hành chống tàu ngầm ngoài khơi San Diego, con tàu lên đường vào ngày 9 tháng 4, 1971 để quay trở về Thổ Nhĩ Kỳ. Nó nhập biên chế cùng Hải quân Thổ Nhĩ Kỳ vào ngày 8 tháng 8, 1971 và phục vụ cho đến khi xuất biên chế vào ngày 1 tháng 7, 1996. Con tàu được sử dụng làm nguồn phụ tùng thay thế và sau cùng bị tháo dỡ vào năm 2003.

## Phần thưởng
Sea Fox được tặng thưởng bốn Ngôi sao Chiến trận do thành tích phục vụ trong Thế Chiến II, và thêm bốn Ngôi sao Chiến trận khác khi hoạt động tại Việt Nam.
|                                                       |  |                                                       |
| Bronze star · Bronze star · Bronze star · Bronze star |  | Bronze star · Bronze star · Bronze star · Bronze star |

| Dãi băng Hoạt động Tác chiến                                            | Dãi băng Hoạt động Tác chiến         | Huân chương Chiến dịch Hoa Kỳ        | Huân chương Chiến dịch Hoa Kỳ                          |
| Huân chương Chiến dịch Châu Á-Thái Bình Dương với 4 Ngôi sao Chiến trận | Huân chương Chiến thắng Thế Chiến II | Huân chương Chiến thắng Thế Chiến II | Huân chương Phục vụ Việt Nam với 4 Ngôi sao Chiến trận |